# James Earl Jones Theatre
Le James Earl Jones Theatre, anciennement nommé le Cort Theatre, est un théâtre de Broadway au 138 Ouest 48e Rue à Manhattan, New York, aux États-Unis. C'est un des plus anciens théâtres de la ville.
Il est conçu et édifié en 1912 par l’architecte Thomas W. Lamb, pour le compte de l'imprésario John Cort (en),. Une annexe à l’ouest du théâtre, est ajoutée en 2022.
Le « Jones », exploité par la Shubert Organization depuis 1927, compte plus de mille places assises. Il porte le nom de l'acteur James Earl Jones depuis 2022.
La façade et l’intérieur du bâtiment font partie de la liste des monuments emblématiques de la ville de New York (New York City Landmarks (en)). Thomas W. Lamb s'est inspiré du Petit Trianon à Versailles lors de la conception de l'extérieur et du style Louis XIV pour l'intérieur,. Il possède une façade à trois niveaux avec colonnade corinthienne, revêtue de marbre, unique parmi les théâtres de Broadway.
Il servit brièvement de studio de télévision entre 1969 et 1972.

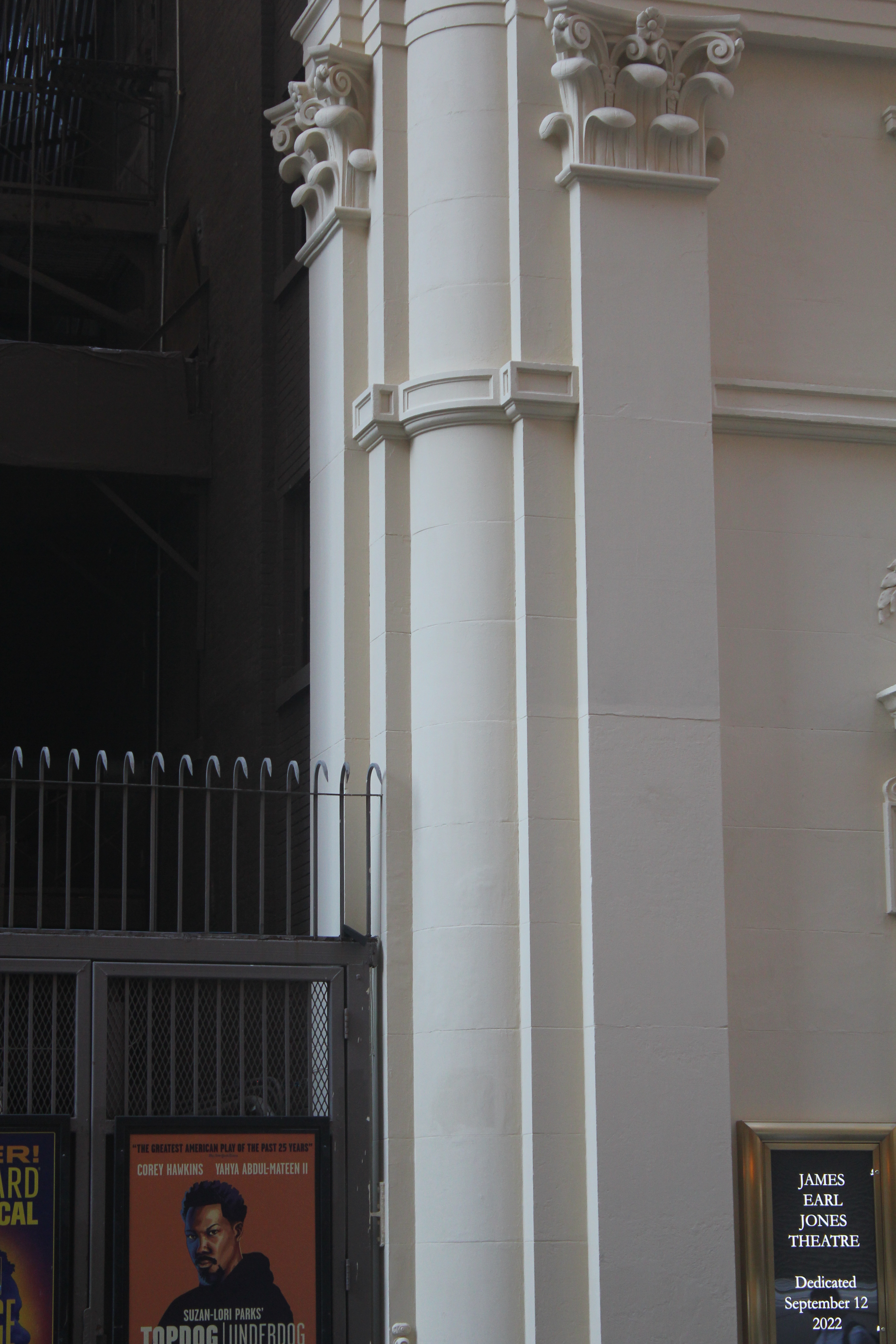
Colonnade, détail.
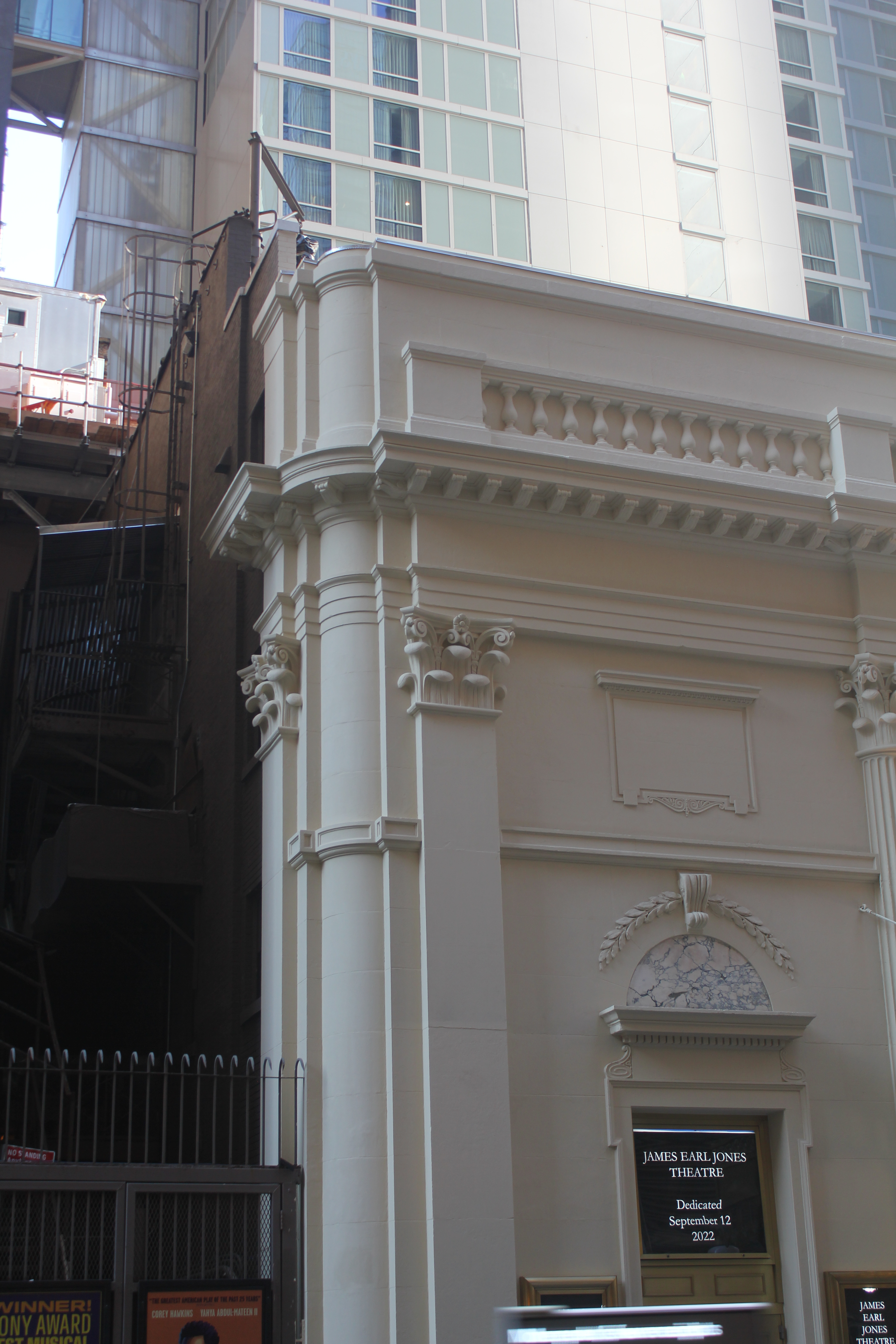
Façade, détail.
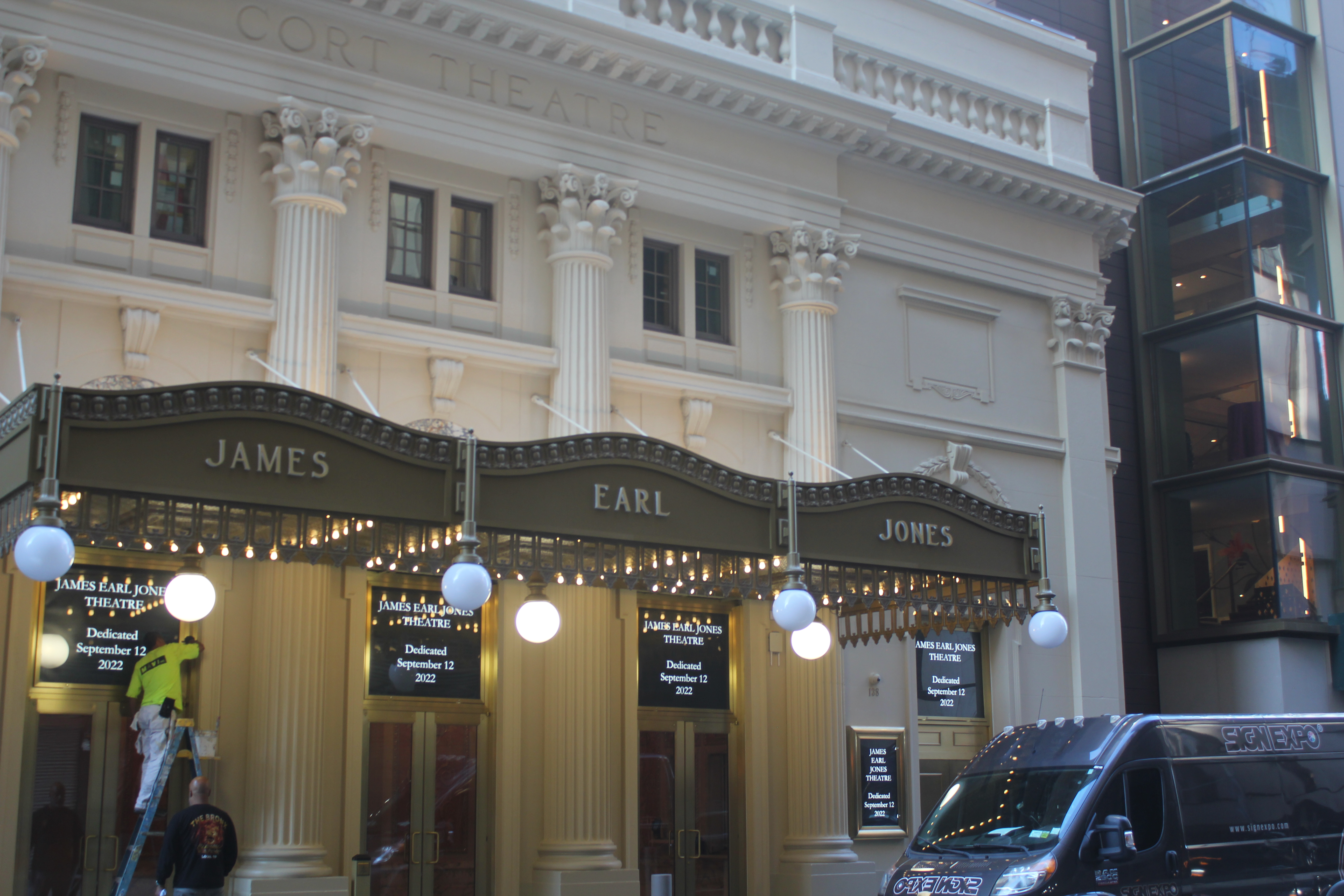
Entrées.

## Productions notables
Les productions sont classées par année de leur première représentation. Cette liste ne comprend que les spectacles de Broadway ; cela n'inclut pas les films projetés au cinéma, ni les spectacles qui y ont été enregistrés.

### Des années 1910 à 1990
- 1915 : The Princess Pat[5],[6]
- 1918 : Everyman[7],[8]
- 1918 : The Merchant of Venice[7],[9]
- 1918 : As You Like It[7],[10]
- 1918 : Julius Caesar[7],[11]
- 1918 : The Better 'Ole[12],[13]
- 1919 : Abraham Lincoln[12],[14]
- 1921 : Captain Applejack[12],[15]
- 1922 : Merton of the Movies[12],[16]
- 1924 : The Assumption of Hannele[17],[18]
- 1924 : The Second Mrs. Tanqueray[17],[19]
- 1925 : The Jazz Singer
- 1928 : The Wrecker[20],[21]
- 1930 : Uncle Vanya[22],[23]
- 1930 : Five Star Final[22],[24]
- 1932 : The Blue Bird[22],[25]
- 1933 : The Green Bay Tree[22],[26]
- 1935 : The Bishop Misbehaves[27],[28]
- 1935 : Most of the Game[27],[29]
- 1935 : There's Wisdom in Women[27],[30]
- 1937 : Room Service[27],[31]
- 1939 : The White Steed[32],[33]
- 1940 : The Male Animal[32],[34]
- 1940 : Charley's Aunt[32],[35]
- 1942 : Cafe Crown[32],[36]
- 1942 : I Killed the Count[37],[38]
- 1946 : The Winter's Tale[39],[40]
- 1946 : Antigone[39],[41]
- 1946 : Candida[39],[42]
- 1946 : Lady Windermere's Fan[39],[43]
- 1948 : Ghosts[39],[44]
- 1948 : Hedda Gabler[39],[45]
- 1948 : The Happy Journey to Trenton and Camden et The Respectful Prostitute[39],[46]
- 1948 : Make Way for Lucia[39],[47]
- 1949 : Two Blind Mice[48],[49]
- 1949 : The Father[48],[50]
- 1950 : As You Like It[48],[51]
- 1951 : Saint Joan[48],[52]
- 1952 : The Shrike[48],[53]
- 1954 : The Rainmaker[48],[54]
- 1955 : The Diary of Anne Frank[55],[56]
- 1958 : Sunrise at Campobello[55],[57]
- 1960 : Once Upon a Mattress[55],[58]
- 1960 : The Hostage[55],[59]
- 1960 : Advise and Consent[60],[61]
- 1961 : Purlie Victorious[60],[62]
- 1961 : Sunday in New York[60],[63]
- 1962 : The Father[64], Long Day's Journey into Night[65], et Miss Julie[66]
- 1963 : One Flew Over the Cuckoo's Nest[60],[67]
- 1965 : Boeing Boeing[68],[69]
- 1965 : The Zulu and the Zayda[68],[70]
- 1967: Johnny No-Trump[68],[71]
- 1967 : Something Different[68],[72]
- 1968 : Leda Had a Little Swan[73]
- 1969 : Red, White and Maddox[74]
- 1974 : The Magic Show[75],[76]
- 1979 : King Richard III[75],[77]
- 1980 : Clothes for a Summer Hotel[75],[78]
- 1982 : Medea[75],[79]
- 1984 : A Moon for the Misbegotten[80],[81]
- 1984 : Ma Rainey's Black Bottom[82]
- 1988 : Sarafina![83]
- 1990 : The Grapes of Wrath[84]
- 1993 : Face Value[85][note 1]
- 1994 : Twilight: Los Angeles, 1992[87],[88]
- 1995 : The Heiress[89],[90]
- 1997 : An American Daughter[91],[92]
- 1998 : Freak[91],[93]
- 1998 : The Blue Room[94],[95]
- 1999 : Kat and the Kings[94],[96]

### Depuis les années 2000
- 2000 : The Green Bird[94],[97]
- 2002 : Hollywood Arms[98],[99]
- 2003 : A Year with Frog and Toad[98],[100]
- 2003 : Bobbi Boland[101][note 2]
- 2004 : Laugh Whore[102]
- 2005 : On Golden Pond[103]
- 2006 : Barefoot in the Park[104]
- 2006 : The Little Dog Laughed[105]
- 2007 : Radio Golf[106]
- 2007 : The Homecoming[107]
- 2008 : The 39 Steps[108]
- 2009 : You're Welcome America: A Final Night with George W. Bush[109]
- 2010 : A View from the Bridge[110]
- 2010 : Fences[111]
- 2010 : Time Stands Still[112]
- 2011 : Born Yesterday[113]
- 2011 : Stick Fly[114]
- 2012 : The Lyons[115]
- 2012 : Grace[116]
- 2013 : Breakfast at Tiffany's[117]
- 2013 : No Man's Land[118] et Waiting for Godot[119]
- 2014 : The Cripple of Inishmaan[120]
- 2014 : This is Our Youth[121]
- 2015 : Fish in the Dark[122]
- 2015 : Sylvia[123]
- 2016 : Bright Star[124]
- 2017 : Indecent[125]
- 2017 : M. Butterfly[126]
- 2018 : Mike Birbiglia's The New One[127]
- 2019 : King Lear[128]
- 2019 : Derren Brown: Secret[129]
- 2020 : The Minutes[130][note 3]
- 2022 : Ohio State Murders[131]
- 2023 : The Sign in Sidney Brustein's Window[132],[133]
- 2023 : Gutenberg! The Musical![134],[135]
- 2024 : The Heart of Rock and Roll[136]
- 2024 : Left on Tenth[137],[138]
- 2025 : Real Women Have Curves[139]